# 왕운
왕운(王惲, ? ~ ?)은 전한 말기의 관료로, 자는 자경(子敬)이다.

## 행적
원수 2년(기원전 1년), 장락위위에서 태복으로 전임되었다.
원시 원년(1년) 정월, 유개명과 유성도가 각기 동평왕·중산왕에 봉해지고 선제의 후손 36명이 열후에 봉해졌다. 왕운 등 25명의 대신들은 부태후의 존호를 논의하였다.
원시 4년(4년), 왕운은 대홍려 염천, 대사도사직 진숭, 수형도위 이흡, 중랑장 학당·사은·진봉, 기도위 녹병과 함께 부절·가절을 갖고 천하를 돌며 풍속을 관장하였다. 이때의 공로로 이듬해에 모두 열후에 봉해졌고, 왕운은 광록훈으로 전임되었다.
거섭 2년(7년), 동군태수 적의가 왕망에 대항하여 반란을 일으켰다. 왕운은 왕망의 명을 받고 거기장군이 되어 평락관(平樂館)에 주둔하였다.

## 출전
- 반고, 《한서》 권12 평제기·권19하 백관공경표 下·권84 적방진전
- 범엽, 《후한서》 권81 독행열전

| 전임 정헌 | 전한의 태복 기원전 1년 ~ 기원후 5년 | 후임 무양 |

| 전임 견한 | 전한의 광록훈 5년 ~ ? | 후임 왕읍 |

| 전임 왕순 | 전한의 거기장군 7년 ~ ? | 후임 (전한 멸망) |

| 선대 (첫 봉건) | 전한의 상향후 5년 ~ ? | 후대 (전한 멸망) |